# لطخة ساوثرن

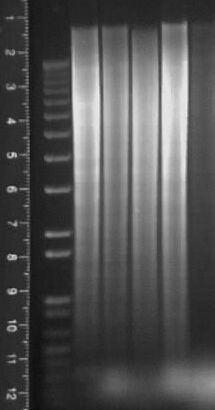

لطخة ساوثرن أو لطخة ساوثيرن (بالإنجليزية: Southern blot)‏ هي طريقة تستخدم في البيولوجيا الجزيئية للكشف عن حمض نووي في عينة حمض نووي معينة. وصمه ساذرن تدمج بين عملية نقل جزيئات الحمض النووي المفصول كهربائيا إلى غشاء ويتم الكشف عن هذه الاجزاء من خلالقطعة من الحمض النووي المهجنة (probe).
تسمى هذه الطريقة نسبة إلى مخترعها، عالم الاحياء ايدوان ساذرن  ومثال ذلك طرق أخرى (وصمة ويسترن 
, وصمة نورثن، وصمة ايسترن، وصمة سواثويسترن) حيث تطبق فكرة مشابهة لكن باستخدام الحمض النووي (RNA) أوالبروتين، سميت مؤخرا نسبة إلى اسم ايدوان ساذرن. عندما تكون العينة مسامية يكتب ساذرن بحرف كبير على العينة إذا ما حولناه إلى أسماء. ويمكن اتباع هذا التحليل في كل الطرق.

## الطريقة
1-	تستخدم انزيمات الاقتطاع الداخلية لقطع الحمض النووي ذو الوزن الجزيئي الكبير إلى جزيئات صغيرة.
2-	جزيئات الحمض النووي يتم تعريضها إلى كهرباء في جل يسمى (اغاروز) لتفصلهم حسب الحجم.
3-	إذا كانت جزيئات الحمض النووي أكبر من 15kb , نقوم قبل الوصمة بمعالجة الجل بحمض مثل حمض الهيدروكلورايد المخفف.و هذا يزيل (purine
) من جزيئات الحمض النووي، ويكسره إلى جزيئات اصغر مما يؤدي إلى نقل الحمض النووي بكفاءه أكثر من الجل إلى الغشاء.
4-	إذا تم استخدام طريقة النقل القاعدي، يتم وضع جل الحمض النووي في محلول قاعدي (عادة تكون صوديوم هيدروكسايد) حتى يتم تفكيك السلسلة المزدوجة للحمض النووي، عملية التفكيك (التمسيخ) في بيئه قاعديه قد يحسن الرابطة بين الثايمين سالب الشحنة في الحمض النووي ومجموعة الامين موجبة الشحنة في الغشاء، يعمل على فصل الحمض النووي إلى سلسلة واحدة للتهجين في وقت آخر (انظر في الاسفل) ولتحطيم أي بقايا من الحمض النووي (RNA). اختيار الوسط القاعدي بدل المتعادل هي عملية تجريبية وقد تؤدي إلى نفس النتائج.
5-	يتم وضع غشاء مكون من النايتروسيليلوز (أو نايلون) فوق الجل (أو تحته، تعتمد على اتجاه الانتقال).ثميتم تطبيق ضغط على الجل (اما باستخدام الشفط أو من خلال وضع كمية كبيرة من الفاين الورقي ووزن أعلى الغشاء والجل), للتاكد من انه قدم تم اتصال كامل ومتساوي بين الجل والغشاء. إذا تم النقل من خلال الشفط، 20x SSC , يتم استخدام محلول منظِّم (buffer)للتاكد من الاغلاق التام ومنع جفاف الجل.يتم نقل المحلول المنظِّم (buffer) من خلال الخاصية الشعرية من منطقة مياه ذات تركيز عالي إلى منطقه تركيز منخفض (عادة ورق الفلترة وورق الفاين) وبعدها يستخدم لنقل الحض النووي من الجل إلى الغشاء: تفاعلات تبادل تؤدي لربط الحمض النووي إلى جعل الغشاء بسبب الشحنة السالبة للحمض النووي والشحنة الموجبة للغشاء.
6- ينقل الغشاء ليتم خبزه في فرن فراغي أو فرن منتظم على درجة حرارة 80سيلسوس لمدة ساعتين (تحت ظروف معيارية: غشاء النايتروسيليلوز أو نالون) أو يتم تعريضه للاشعة فوق البنفسجية (غشاء النايلون) حتى يلتصق الحمض النووي المنقول (DNA) بالغشاء بشكل دائم.
7-	يعرض الغشاء إلى قطعه مهجنة من الحمض النووي - هي عبارة عن قطعة من سلسله (DNA) واحدة تحتوى ترتيب معين من النيكلوتايد موجود بسلسله الحمض النووي المراد فحصها وتحديدها. وهذه القطعة المهجنة يتم تعليمها حتى نتمكن من كشفها، عادة ما يتم تميزها بدمجها مع جزيئات مشعه أو اصباغ مشعه تنتج الوان. في بعض الحالات، قد تصنع هذه القطعة المهجنة من (RNA). للتاكد من خصوصية ارتباط هذه القطعة مع عينة الحمض النووي، يتم استخدام الحمض النووي الموجود في الحيوان المنوي لسمك السلمون اوسمك الرنجة لتغلق سطح الغشاء وتخخصه للحمض النووي في العينة ومادة الفورماميد منزوعة التأين، ومطهر مثل (SDS) لاختزال الروابط الغير مخصصة في القطعة.
8-	بعد التهجين، قطع (probe) الزائدة تغسل من الغشاء (أيضا باستخدام (SDS buffer), ويتم مشاهدة عملية التهجين من خلال اشعة اكس باستخدام التصوير الاشعاعي الذاتي في حالة المواد النشطة اشعاعيا أو المشعة، أو من خلال تطوير اللون على الغشاء باستخدام طريقة اكتشاف تولد اللون.

## النتائج
تهجين قطعه (probe) إلى قطعة حمض نووي محدده على الغشاء يدل على ان الحمض النووي يحتوي على ترتيب مكمل للترتيب الموجود على (probe). خطوة نقل الحمض النووي (DNA(من الجل الكهربائي إلى الغشاء تسهل ربط القطعة المعلمة مع قطعه الحمض النووي المفصولة حسب الحجم. وايضا يسمح بتثبيت probe الذي نحتاجه ويتم تحليله من خلال التصوير الاشعاعي الذاتي أو طرق كشف أخرى.وصمة ساذرن متشكله مع انزيم يعمل على تقطيع الحمض النووي وقد يستخدم لمعرفة عدد الترتييبات (عدد الجينات) في الجينوم. قطعه ((probeالتي تهجن إلى قطعه واحدة من الحمض النووي والتي لم يتم تقسيمها بواسطة انزيم التقطيع سوف تعطي شريط واحد على وصمة ساذرين بالمقابل عدة أشرطة غالباً سوف تنتج عندم يتم تهجين ((probeإلى عدة قطع متشابهة الترتيب بشكل كبير (تلك التي تنتج من عملية تضاعف الحمض النووي أثناء انقسام الخلية)
تغير ظروف التهجين (مثال زيادة درجة الحرارة أو نقصان تركيز الاملاح) تستخدم لزيادة التحديد والخصوصية لتسلسل النيكليوتايد لقطعة (probe) وانقاص تهجين ال ((probe إلى ترتيبات بنسب تشابه أقل من 100%.
التطبيقات
وصمة ساذرين تستخدم لعملية الإستنساخ المعتمدة على تطابق ترتيب الحمض الأميني للبروتين الناتج مع الجين المستهدف النكليوتايدات المتعدة مصممة حتى ينتج ترتيب مماثل للترتيب المستهدف.
متعدد النيكليوتايد يصنع كيميائيا وهو مميز اشعاعيا، ويستخدم لعرض مجموعة الحمض النووي، أو مجموعات أخرى من الحمض النووي المستنسخ.
التسلسل المهجن النيكليوتايد المهجن بواسطة (probe) يتم تحليلها بشكل أكبر، على سبيل المثال، للحصول على الترتيب الكامل للجين المراد. أيضا وصمه ساذرن يمكن ان تستخدم لتحديد مواقع مجموعة الميثل في جين محدد.
وعمليا المفيد هو الانزيمات القاطعة (MspI, HpaII) كلاهما ينظم ويقسم على نفس تسلسل النيكليوتايد. ولكن،HpaII يحتاج أن يوجد ميثل على (سايتوسن نيكليوتايد)في ذلك المكان، بينما، MspI يقسمالحمض النووي عند المواقع التي لاتحتوي على مجموعة المثيل لذلك، أي مواقع تحتوي على مجموعة المثيل الموجودة في الترتيب المراد تحليله مع قطعة (PROBE) معينة يتم تقطيعها من خلال انزيم المذكور اولا وليس لاخير.